# Comté de Fond du Lac
Le comté de Fond du Lac est un comté situé dans l'État du Wisconsin aux États-Unis. Son siège est Fond du Lac. Selon le recensement de 2000, sa population était de 97 296 habitants.